# L'Autre (film, 2003)
Pour les articles homonymes, voir L'Autre.
 (décembre 2016).
Si vous disposez d'ouvrages ou d'articles de référence ou si vous connaissez des sites web de qualité traitant du thème abordé ici, merci de compléter l'article en donnant les références utiles à sa vérifiabilité et en les liant à la section « Notes et références ».
Pour plus de détails, voir Fiche technique et Distribution.
L'Autre est un film franco-helvéto-belge réalisé par Benoît Mariage, sorti en 2003.
C'est le deuxième long métrage de Benoît Mariage.

## Synopsis
L'Autre est la rencontre entre Laurent (Kuenhen), jeune homme vivant dans une institution spécialisée, et le couple que forment Claire (Dominique Baeyens) et Pierre (Philippe Grand'Henry). Ce couple un peu bo-bo, va avoir son premier enfant mais Claire attend des jumeaux. Elle va lâcher prise face à cette responsabilité supplémentaire et inattendue et recourt à une réduction de grossesse qui ne laisse subsister qu’un des deux fœtus. Cet acte médical reposant « uniquement » sur des motifs psychologiques va éloigner imperceptiblement Pierre de Claire (et inversement). Pierre parti, Claire va alors sortir de sa bulle en travaillant comme éducateur dans l’institution de Laurent.

## Fiche technique
- Titre : L'Autre
- Réalisation : Benoît Mariage
- Scénario : Benoît Mariage, Joachim Lafosse
- Musique : Olivier Bilquin
- Photographie : Philippe Guilbert
- Montage : Philippe Bourgueil
- Directeur de casting : Patrick Hella
- Décor : Guy Lacroix
- Direction artistique : Françoise Joset
- Costume : Patricia Gélise
- Maquillage : Sonia Geneux
- Production :
  - Producteur : Dominique Janne
  - Producteurs associés : Jean-Louis Porchet, Gérard Ruey et Arlette Zylberberg
- Société de production : CAB Productions, France 3 Cinéma, K-Star, K2 SA, RTBF, Studiocanal
- Société de distribution : Mars Distribution
- Pays d'origine :  France,  Suisse,  Belgique
- Langue : français
- Sortie :
  - Belgique : 22 octobre 2003
  - France : 21 avril 2004

## Distribution
- Dominique Baeyens : Claire
- Philippe Grand'Henry : Pierre
- Laurent Kuenhen : Laurent
- Jan Decleir : Le gynécologue
- Colette Emmanuelle : La mère de Pierre
- Bouli Lanners : Le directeur de l'institution
- Marcel Toussaint : Marcel
- Sandrine Blancke : La vendeuse de poussettes
- Stéphane Bissot : Un convive
- Anne Beaupain : Une convive
- Eddy Letexier : Un convive
- Michaël Goldberg : Un convive
- Alex Godart : L'éducateur
- Claire Devrouylle : L'haptothérapeute
- Romain Cambier : Enfant mal-voyant 1
- Luna Marlair : Enfant mal-voyant 2
- Cécilien Detrain : Un pensionnaire
- Jean-Pierre Balthazart : Un pensionnaire
- Serge Wieme : Un pensionnaire
- Alexandre Flémal : Un pensionnaire
- Luc Walravens : Un pensionnaire